# PASCAL (computer)
De PASCAL was een door Philips gebouwde computer. De afkorting PASCAL staat voor Philips Akelig Snelle CALculator.
De PASCAL was de opvolger van PETER (Philips Experimentele Tweetallige Electronische Rekenmachine). Hij werd gebouwd door het Natuurkundig Laboratorium van Philips, dat hem ook in gebruik nam voor eigen rekentaken. Er werd onder andere gerekend aan heteluchtmotoren, televisies en halfgeleiders. PASCAL behoorde in zijn tijd tot de snelste computers ter wereld.
In 1960 werd PASCAL opgeleverd. Hij is tot en met 1972 bij het NatLab in gebruik geweest, samen met zustercomputer STEVIN (Snel Tel En Vermenigvuldig INstrument). Van de PASCAL is nog een kopie gemaakt, de P3, die werd gebruikt in het researchlaboratorium van Manufacture Belge de Lampes Electriques in Brussel.
PASCAL bestond uit een centrale verwerkingseenheid, een extra rekeneenheid, een trommelgeheugen, een ringkerngeheugen (2048 woorden van elk 42 bit) en een geheugen voor het tijdelijk opslaan van instructies. Externe opslag werd op Ampex magneetbanden gedaan. Het systeem bestond uit 2000 elektronenbuizen, 10000 transistors en 15000 diodes.
Er was veel belangstelling bij andere bedrijven voor PASCAL. Philips weigerde echter om de computer commercieel te exploiteren. Later bleek dat er in het geheim een afspraak was gemaakt met IBM, waarbij Philips componenten voor de computers van IBM kon leveren en tevens beloofde om geen computers op de markt te zullen brengen.
Vanaf 1968 tot mei 1972 zijn beide computers ingezet als reken- en administratie hulpmiddel bij de ontwikkeling van de Philips P-1000 serie mainframe computers (o.a. P1075, P1100, diverse P12xx en P14xx: vergelijkbaar met IBM S360). Er is in Apeldoorn (Philips Elektrologica) een nieuw softwaresysteem voor de PASCAL/STEVIN geschreven om de administratie van die ontwikkeling in te voeren, door te rekenen en documentatie te maken voor en over die nieuwe mainframes en om productiehulpmiddelen te maken, o.a. ponsbanden om etsmachines aan te sturen voor de moederborden van ALU (Logical Unit) ARU (ARithmetic Unit) en de benodigde insteekkaarten. Het nieuwe systeem heette ALDUS, maar de betekenis hiervan zit niet in het archief van deze auteur. Er is een foto boekje beschikbaar van het uit dienst nemen van de PASCAL en STEVIN (de auteursrechten worden onderzocht).
De computer bevatte o.a. 2000 elektronenbuizen, zogenaamde dubbel triodes van het type E88CC. Het was oorspronkelijk de bedoeling dat de levensduur van de buizen bijgehouden werd maar dat werd al snel in de testfase opgegeven. (Daarvoor was een computer nodig)
Door een aantal  uitvindingen van Dr Ir Heijn , Ir Selman en anderen werden digitale rekenopdrachten versneld door het gebruik van speciale carry en supercarry logica. Hierdoor was het op dat moment de snelste computer ter wereld. 
Programmeren, de handleiding van de instructies staat nog in het archief van deze auteur, werd gedaan in een soort assembler met Nederlandse afkortingen, zoals HIA voor de instructie Haal (uit het geheugen) in A (het A-register) het woord met label X, waarbij X een label voorstelt van een variabele in het programma. Ook was er een instructie HIS (Haal In S-register) en VAS (Verwissel A-register met S-register).
Hieruit is af te leiden dat het reken- en vergelijkwerk in het A- en het S-register werd gedaan en dat uitwisseling met het geheugen op woordniveau ook met deze registers werkte. Een geheugenwoord van het programma bevatte 2 instructies van elk 21 bits. Het uitpluizen van een dump, na een vastgelopen programma of een afgebroken programmalus was een heel werk.
De STEVIN computer is op een later tijdstip uitgebreid met een extra kast extern kerngeheugen van de ongekende grootte van 1 M woorden van 42 bits: de aansturing van dit geheugen werd door de programmeur gedaan door een speciale machine-instructie om dat externe geheugen uit te lezen resp. te schrijven.
Ook hebben we eens geprobeerd om de snelheid van de STEVIN op te voeren door de trommelsnelheid op te laten lopen, want daarmee werd de kloksnelheid van de computer geregeld: de poging is niet geslaagd.
Tenslotte een laatste aardigheid: de PASCAL en de STEVIN hadden in de console een luidspreker die met een schakelaar op een viertal verschillende verbindingen in het geheugen konden worden gezet. Hiermee kon de operator horen of er met het verloop van een programma wel alles goed verliep. Het NatLab, c.q. de bouwers daar hebben op één verbinding, namelijk het teken-bit van het S-register, een programma(tje) gemaakt dat dat tekenbit met een zekere frequenties liet "flippen" ; als er dan achter elkaar gedurende een zekere tijd een frequentie wordt gegenereerd en dat dan met verschillende frequenties achter elkaar dan heb je een liedje: bijvoorbeeld "Piet Hein" en "Lang zal hij leven".